# Accerchiato
Accerchiato (Nowhere to Run) è un film del 1993, diretto da Robert Harmon, e interpretato da Jean-Claude Van Damme, Rosanna Arquette, Kieran Culkin e Ted Levine.

## Trama
Il carcerato Sam Gillen, durante un trasferimento di prigionieri su strada, viene liberato dal suo amico Billy che però, durante la fuga, viene ucciso da un colpo di fucile. Sam si accampa così in un bosco e in seguito si rifugia nella casa della vedova Clydie Anderson e dei suoi due figli Mookie e Bree.
La famiglia è vittima di continue molestie e aggressioni da parte del proprietario terriero Franklin Hale, che intende appropriarsi del loro terreno per completare un progetto edile multimilionario; aggressioni nelle quali Sam interviene spesso. La vedova è sempre più attratta dal fuggiasco e pian piano i due si innamorano. Anche i due ragazzini si affezionano a lui tanto da considerarlo quasi un padre.
Intanto Hale assolda Mr. Dunston, un boss della mafia senza scrupoli, che fa di tutto per convincere Clydie a vendere il suo terreno e interviene con mezzi sempre meno leciti.
Sam li protegge fino al momento in cui la polizia locale scopre la sua identità, motivo per il quale inizia a fuggire. Con la polizia alle calcagna il fuggiasco si rende conto che non può lasciare Clydie al proprio destino, così torna indietro e sconfigge Mr. Dunston, mentre Hale viene arrestato.
L'intervento della polizia però aggrava la posizione di Sam, il quale viene arrestato, però promette a Clydie, Mookie e Bree di tornare non appena scontata la pena.

## Accoglienza
Il film è stato distribuito nei cinema il 15 gennaio 1993. Le recensioni sono state contrastanti. Tuttavia Accerchiato ha riscosso un buon successo incassando 52 milioni di dollari in tutto il mondo.